# Na (kana)

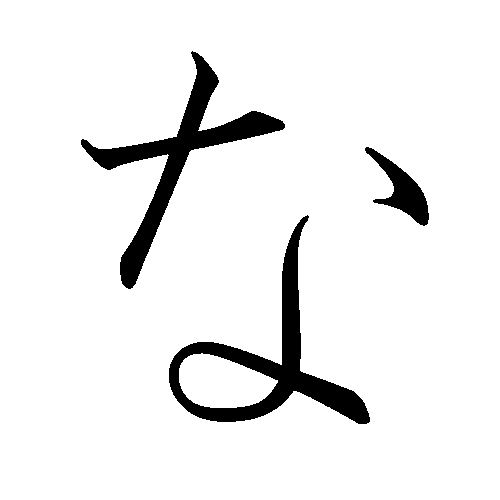
Na w hiraganie

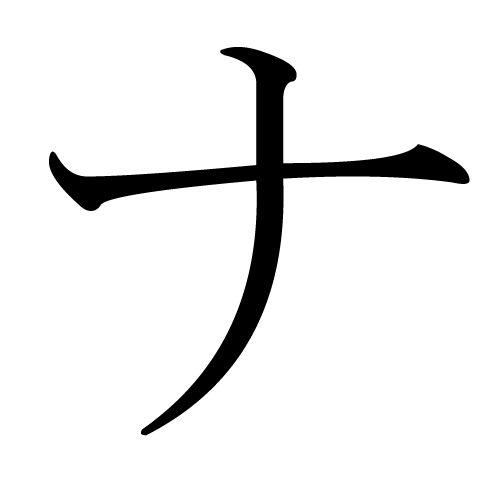
Na w katakanie

Na – dwudziesty pierwszy znak japońskich sylabariuszy hiragana (な) i katakana (ナ). Reprezentuje on sylabę na. Pochodzi bezpośrednio od znaku kanji 奈 (obydwie wersje). 